# Eremophila canaliculata
Eremophila canaliculata är en flenörtsväxtart som beskrevs av Chinnock. Eremophila canaliculata ingår i släktet Eremophila och familjen flenörtsväxter. Inga underarter finns listade i Catalogue of Life.